# Маленький переворот
«Маленький переворот» — дебютный студийный альбом российского кабаре-дуэта «Академия», выпущенный на грампластинках в 1992 году на лейбле Sintez Records. Большинство песен для альбома написал сам Александр Цекало.
Главным хитом с альбома стала песня «Тома», благодаря которой дуэт попал в «Рождественские встречи» Пугачёвой.
Некоторые песни с альбома были включены во второй альбом группы «Небальные танцы» 1994 года. А в 1995 году альбом был переиздан компанией SNC Records. Было изменено оформление, а также добавлен ряд песен, которые не звучали ни в эфире радиостанций, ни на телевидении. Дуэт назвал его «антикварным альбомом».

## Отзывы критиков
Музыкальный обозреватель Олег Кармунин в выпуске программы «Истории русской попсы» об «Академии» заявил, что дуэт не мог не прославиться, поскольку уже с первого альбома у них появился неплохой репертуар, а на сцене они выглядели свежо и интересно.
Песню «Тома» критик Александр Горбачёв включил в альманах «Не надо стесняться. История постсоветской поп-музыки в 169 песнях», так охарактеризовав её: «О том, что в песнях „Академии“ вообще-то были те самые нежность и трогательность, легко забыть, если обращать внимание только на их главные хиты — секс-анекдотец „Зараза“ или байку про адюльтер „За пивом“. Не такова „Тома“ — романтический боевик от лица того самого маленького смешного мужчины, у которого много любви, но мало возможностей».

## Список композиций
Оригинальный релиз 1992 года
1. «Праздник» (Александр Цекало, Александр Стражгородский)
2. «Талисман» (Юнна Мориц, Александр Цекало)
3. «Венеция — Река „Совок“» (Александр Константиновский)
4. «Не то, чтоб я тужу…» (Г. Гамлер, Александр Цекало)
5. «Калифорния» (Александр Цекало)
6. «Тома» (Александр Константиновский)
7. «Делаем вид» (Александр Цекало)
8. «Рок-н-ролл» (Александр Цекало)
9. «Покинув сад» (Уильям Смит [пер. Борис Хлебников], Александр Цекало)
10. «Танцуй прохожий» (Александр Цекало)

Переиздание 1995 года
1. «Ни божества, ни смертного, ни твари» (Юрий Ряшенцев, Александр Цекало)
2. «Праздник (Маленький переворот)» (Александр Цекало, Александр Стражгородский)
3. «Калифорния» (Александр Цекало)
4. «Хочешь сняться, нужно переспать (Режиссёр)» (Александр Цекало)
5. «Где-то как-то» (В. Воскобойников, Александр Цекало)
6. «Венеция» (Александр Константиновский)
7. «Стихийное бедствие» (Г. Стасенков, Александр Цекало)
8. «Господин искариотов» (Пьер Жан Беранже, Александр Цекало)
9. «Голубые судомойки» (Осип Мандельштам, Александр Стражгородский)
10. «Изобретатель» (Дмитрий Кимельфельд, Александр Цекало)
11. «Баскетбол-буги» (Александр Цекало)
12. «Не смог» (Александр Цекало)
13. «Не молчи» (А. Чуриков, Иван Евдокимов)

## Участники записи
- Аранжировка — Иван Евдокимов
- Вокал — Лолита Милявская, Александр Цекало
- Гитара — Сергей Рылеев
- Продюсер — Александр Цекало

Все данные взяты из аннотации к альбому.